# Van Winitsky
Pour les articles homonymes, voir Winitsky.
Van Winitsky, né le 12 mars 1959 à Miami, est un joueur de tennis américain.

## Carrière
Finaliste en double à l'US Open 1985.
Il bat un joueur du top 10 mondial à Delray Beach en 1983 : José Luis Clerc no 6 (6-3, 3-6, 6-1)

## Parcours dans les tournois duGrand Chelem

### En simple
| Année | Open d'Australie | Open d'Australie | Internationaux de France | Internationaux de France | Wimbledon       | Wimbledon  | US Open         | US Open       | Open d'Australie | Open d'Australie |
| ----- | ---------------- | ---------------- | ------------------------ | ------------------------ | --------------- | ---------- | --------------- | ------------- | ---------------- | ---------------- |
| 1976  | —                | —                | —                        | —                        | —               | —          | 2e tour (1/32)  | J. Alexander  | n.o.             | n.o.             |
| 1977  | —                | —                | —                        | —                        | —               | —          | 1er tour (1/64) | B. Gottfried  | —                | —                |
| 1978  | n.o.             | n.o.             | 2e tour (1/32)           | W. Fibak                 | 2e tour (1/32)  | M. Riessen | 1er tour (1/64) | E. van Dillen | —                | —                |
| 1979  | n.o.             | n.o.             | 1er tour (1/64)          | W. Zirngibl              | 1er tour (1/64) | R. Tanner  | 1er tour (1/64) | B. Gottfried  | —                | —                |
| 1980  | n.o.             | n.o.             | 3e tour (1/16)           | H. Solomon               | 1er tour (1/64) | P. Portes  | 3e tour (1/16)  | W. Fibak      | —                | —                |
| 1981  | n.o.             | n.o.             | —                        | —                        | —               | —          | 1er tour (1/64) | A. Gómez      | —                | —                |
| 1982  | n.o.             | n.o.             | 1er tour (1/64)          | T. Moor                  | 1er tour (1/64) | J. McEnroe | —               | —             | —                | —                |
| 1983  | n.o.             | n.o.             | —                        | —                        | —               | —          | 1er tour (1/64) | S. Meister    | —                | —                |
| 1984  | n.o.             | n.o.             | 1er tour (1/64)          | B. Gottfried             | 1er tour (1/64) | G. Ocleppo | 2e tour (1/32)  | J. Lapidus    | —                | —                |

N.B. : à droite du résultat se trouve le nom de l'ultime adversaire.

### En double
| Année | Open d'Australie | Open d'Australie | Internationaux de France                                                            | Internationaux de France                                                           | Wimbledon                                                                                | Wimbledon | US Open                                                                       | US Open               | Open d'Australie | Open d'Australie |
| ----- | ---------------- | ---------------- | ----------------------------------------------------------------------------------- | ---------------------------------------------------------------------------------- | ---------------------------------------------------------------------------------------- | --------- | ----------------------------------------------------------------------------- | --------------------- | ---------------- | ---------------- |
| 1975  | —                | —                | —                                                                                   | —                                                                                  | —                                                                                        | —         | 1er tour (1/32) C. Leeds \|\| style="text-align:left;" \| P. Dent W. Lloyd    | n.o.                  | n.o.             |                  |
| 1976  | —                | —                | —                                                                                   | —                                                                                  | —                                                                                        | —         | —                                                                             | —                     | n.o.             | n.o.             |
| 1977  | —                | —                | —                                                                                   | —                                                                                  | —                                                                                        | —         | 2e tour (1/16) E. Teltscher \|\| style="text-align:left;" \| S. Smith R. Lutz | —                     | —                |                  |
| 1978  | n.o.             | n.o.             | 2e tour (1/16) G. Toulon \|\| style="text-align:left;" \| M. Orantes J. Higueras    | 1er tour (1/32) R. Simpson \|\| style="text-align:left;" \| M. Riessen D. Stockton | 1er tour (1/32) R. Drysdale \|\| style="text-align:left;" \| Ti. Gullikson To. Gullikson | —         | —                                                                             |                       |                  |                  |
| 1979  | n.o.             | n.o.             | 1er tour (1/32) M. Cahill \|\| style="text-align:left;" \| J. Kodeš T. Šmíd         | 1/8 de finale R. Ycaza \|\| style="text-align:left;" \| P. Fleming J. McEnroe      | 2e tour (1/16) J. Austin \|\| style="text-align:left;" \| B. Hewitt F. McMillan          | —         | —                                                                             |                       |                  |                  |
| 1980  | n.o.             | n.o.             | 2e tour (1/16) J. Yuill \|\| style="text-align:left;" \| V. Amaya H. Pfister        | 1er tour (1/32) J. Austin \|\| style="text-align:left;" \| F. Buehning F. McNair   | 2e tour (1/16) J. Austin \|\| style="text-align:left;" \| R. Lutz S. Smith               | —         | —                                                                             |                       |                  |                  |
| 1981  | n.o.             | n.o.             | —                                                                                   | —                                                                                  | —                                                                                        | —         | 2e tour (1/16) R. Ramírez \|\| style="text-align:left;" \| M. Bauer J. Benson | —                     | —                |                  |
| 1982  | n.o.             | n.o.             | —                                                                                   | —                                                                                  | —                                                                                        | —         | —                                                                             | —                     | —                | —                |
| 1983  | n.o.             | n.o.             | —                                                                                   | —                                                                                  | —                                                                                        | —         | Finale F. Buehning                                                            | P. Fleming J. McEnroe | —                | —                |
| 1984  | n.o.             | n.o.             | 1er tour (1/32) S. Birner \|\| style="text-align:left;" \| B. Levine H. Van Boeckel | 1er tour (1/32) C. Dowdeswell \|\| style="text-align:left;" \| T. Delatte J. Kriek | 2e tour (1/16) R. Harmon \|\| style="text-align:left;" \| B. Gottfried B. Manson         | —         | —                                                                             |                       |                  |                  |

N.B. : le nom du ou de la partenaire se trouve sous le résultat ; les noms des ultimes adversaires se trouvent à droite.